# 아이폰 7 플러스
애플 아이폰 7 플러스(Apple iPhone 7 Plus)은 폭스콘이 제조하고, 애플이 설계, 판매 중인 iOS 스마트폰으로, 2016년 9월 7일 오전 10시(미국시간 기준) 미국 샌프란시스코 빌 그라햄 시민 오디토리엄에서 개최된 애플 스폐셜 이벤트에서 아이폰 7과 함께 발표되었고 2016년 9월 16일에 1차 출시국부터 먼저 출시되었다. 역대 예약 판매량이 가장 높은 아이폰 6 대비 4배의 예약 판매량을 보였다.

## 특징

### 외형
기존까지 있었던 하단 3.5mm 이어폰 잭이 제거되고 이어폰 단자와 충전 단자를 겸하는 라이트닝 포트로 변경되었다. 기존의 3.5mm 이어폰 단자를 통해 듣는 방식이 라이트닝 단자에 이어팟을 연결하여 듣거나, AUX-Lightning 변환 케이블 또는 변환 젠더를 제공해 3.5mm 이어폰 단자 이어폰으로 들을 수 있게 변경됐다. 이어폰 단자가 없어진 자리에 듀얼 스테레오 스피커가 아이폰 상단, 하단에 위치하고 있다.

### 프로세서
이번 아이폰 7에는 CPU가 기존의 A9 프로세서보다 40% 빨라지고, A8 프로세서보다는 2배 더 빨라진 A10 Fusion 프로세서가 탑재되었다. 극단적으로 비교하면, 1세대 아이폰보다 아이폰 7이 120배 빠른 성능을 자랑한다. 성능 향상의 차이점 이외에도 설계상의 차이점이 있다. 기존의 빅코어를 듀얼코어로 설계해 높은 싱글스레드 성능을 노렸다면, 리틀 코어와 빅코어 구성으로 최초의 64비트 쿼드코어를 탑재했다.
두 개의 고성능 코어가 게임, 영상 편집과 같은 무거운 작업을 처리하고, 두 개의 고효율 코어가 전화, 메시지 같은 가벼운 작업들을 분담해서 처리한다. 새로운 성능 제어장치가 자동으로 자원을 배분하여, A9 프로세서 대비 전력 소모를 50% 줄였다. 헥사코어 GPU를 장착해 A9 프로세서보다 50% 빠르며 A8 프로세서보다는 세 배 빠르다. A10 FUSION 프로세서를 통해 아이폰 7 플러스는 아이폰 6s 플러스보다 사용 시간이 2시간 늘었다.

### RAM
기존의 용량이었던 2GB에서 1GB가 더 증가하여 3GB가 탑재되었다. 이는 2017년 4월 기준, 아이폰 7 플러스가 아이폰 시리즈 역사상 최대의 RAM 용량을 탑재하고 있다.

### 색상
- 실버
- 골드
- 로즈 골드
- 블랙 (무광)
- 제트 블랙 (유광)
- 프로덕트 레드 (에이즈 퇴치 기부금 포함 스페셜 에디션)

제트 블랙 색상은 128 GB, 256 GB 한정으로 판매되는 색상이다. 2017년 3월 22일 아이폰 7 플러스에 에이즈 퇴치를 위한 기부금을 포함하는 프로덕트 레드 색상이 공개되었으며, 제트 블랙과 동일하게 128 GB, 256 GB 한정으로 판매된다.

### 카메라
아이폰 7 플러스에는 1200만 화소의 듀얼 렌즈 카메라가 탑재되어 하드웨어로 2배 광학 줌이 가능하고, 소프트웨어로 최대 10배까지 디지털 줌이 가능하다. 각각 F/2.8, F/1.8의 조리개 값이 적용되었으며, 위상차 검출 AF가 추가되었다. LED 플래시가 쿼드 LED True Tone 플래시로 강화되어 색 표현력이 증가했다. 그리고 소프트웨어와 렌즈를 이용한 배경 흐림 효과도 추가되었다.

### 방수 방진
아이폰 7 플러스에는 아이폰 시리즈 최초의 IP 67등급의 방수와 방진이 적용되었다.

## 출시국가
| 국가                           |                              |
| 1차 출시국 (2016년 9월 16일)   | 1차 출시국 (2016년 9월 16일) |
| ------------------------------ | ---------------------------- |
| 미국                           |                              |
| 영국                           |                              |
| 프랑스                         |                              |
| 독일                           |                              |
| 일본                           |                              |
| 오스트레일리아                 |                              |
| 오스트리아                     |                              |
| 아랍에미리트                   |                              |
| 핀란드                         |                              |
| 덴마크                         |                              |
| 멕시코                         |                              |
| 네덜란드                       |                              |
| 노르웨이                       |                              |
| 벨기에                         |                              |
| 포르투갈                       |                              |
| 아일랜드                       |                              |
| 중화민국                       |                              |
| 캐나다                         |                              |
| 홍콩                           |                              |
| 뉴질랜드                       |                              |
| 스페인                         |                              |
| 이탈리아                       |                              |
| 룩셈부르크                     |                              |
| 스위스                         |                              |
| 스웨덴                         |                              |
| 푸에르토리코                   |                              |
| 중화인민공화국                 |                              |
| 싱가포르                       |                              |
| 2차 출시국 (2016년 9월 23일)   |                              |
| 안도라                         |                              |
| 바레인                         |                              |
| 보스니아 헤르체고비나          |                              |
| 불가리아                       |                              |
| 크로아티아                     |                              |
| 체코                           |                              |
| 에스토니아                     |                              |
| 키프로스                       |                              |
| 카타르                         |                              |
| 사우디아라비아                 |                              |
| 몰타                           |                              |
| 라트비아                       |                              |
| 리히텐슈타인                   |                              |
| 리투아니아                     |                              |
| 몰디브                         |                              |
| 모나코                         |                              |
| 폴란드                         |                              |
| 루마니아                       |                              |
| 러시아                         |                              |
| 슬로베니아                     |                              |
| 슬로바키아                     |                              |
| 3차 출시국 (2016년 10월 7일)   |                              |
| 인도                           |                              |
| 4차 출시국 (2016년 10월 14일)  |                              |
| 마카오                         |                              |
| 북마케도니아                   |                              |
| 말레이시아                     |                              |
| 몬테네그로                     |                              |
| 남아프리카 공화국              |                              |
| 튀르키예                       |                              |
| 5차 출시국 (2016년 10월 15일)  |                              |
| 요르단                         |                              |
| 오만                           |                              |
| 6차 출시국 (2016년 10월 20일)  |                              |
| 이스라엘                       |                              |
| 이집트                         |                              |
| 7차 출시국 (2016년 10월 21일)  |                              |
| 대한민국                       |                              |
| 모로코                         |                              |
| 태국                           |                              |
| 마다가스카르                   |                              |
| 우간다                         |                              |
| 콜롬비아                       |                              |
| 8차 출시국 (2016년 10월 28일)  |                              |
| 카메룬                         |                              |
| 보츠와나                       |                              |
| 케냐                           |                              |
| 모잠비크                       |                              |
| 세네갈                         |                              |
| 몰도바                         |                              |
| 9차 출시국 (2016년 11월 4일)   |                              |
| 아르메니아                     |                              |
| 말리                           |                              |
| 기니비사우                     |                              |
| 중앙아프리카 공화국            |                              |
| 10차 출시국 (2016년 11월 11일) |                              |
| 필리핀                         |                              |
| 브라질                         |                              |